# Барбезјер
Барбезјер (фр. Barbezières) насеље је и општина у западној Француској у региону Поату-Шарант, у департману Шарант која припада префектури Ангулем.
По подацима из 2011. године у општини је живело 123 становника, а густина насељености је износила 13,24 становника/km². Општина се простире на површини од 9,29 km². Налази се на средњој надморској висини од 87 метара (максималној 141 m, а минималној 79 m).

## Демографија
| 1962. | 1968. | 1975. | 1982. | 1990. | 1999. | 2011. |
| ----- | ----- | ----- | ----- | ----- | ----- | ----- |
| 176   | 200   | 186   | 167   | 157   | 147   | 123   |

График промене броја становника у току последњих година